# Siliciumcarbid
Siliciumcarbid (Trivialname: Karborund; andere Schreibweisen: Siliziumcarbid und Siliziumkarbid) ist eine zur Gruppe der Carbide gehörende chemische Verbindung aus Silicium und Kohlenstoff. Die chemische Formel ist SiC. Als Mineral kommt es natürlich als Moissanit vor, ist aber sehr selten und verunreinigt. Die technisch verwendeten Mengen werden darum im Allgemeinen synthetisch hergestellt. Die technische Herstellung von Siliziumcarbid erfolgte 1893 im Acheson-Verfahren, noch bevor natürliches Siliziumcarbid 1904 durch Henri Moissan im Canyon-Diablo-Meteorit gefunden wurde.

## Vorkommen

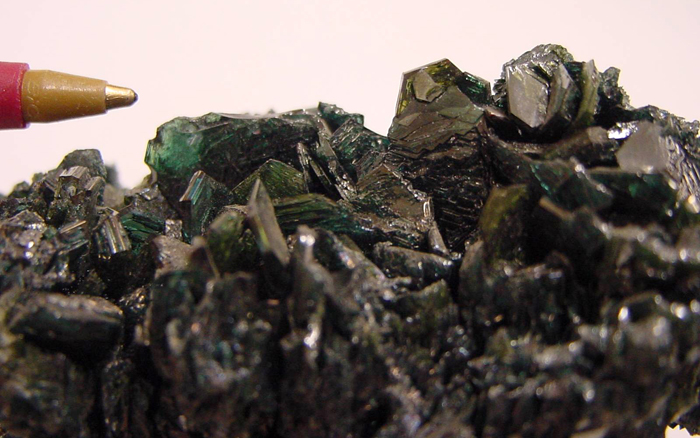
Moissanit (SiC)

Siliciumcarbid kommt als seltenes Mineral vor. Die Entstehungsbedingungen sind vergleichbar mit denen von Diamant, so dass die beiden Minerale mitunter vergesellschaftet vorkommen. Wichtigere Fundorte sind verschiedene Meteoriten. Als erstes fand Henri Moissan 1904 das Mineral in Proben des Barringer-Kraters, dem Einschlagskrater des Canyon-Diablo-Meteoriten im US-Bundesstaat Arizona. Nach ihm wurde das Mineral Moissanit benannt.

## Herstellung
Noch bevor Siliciumcarbid als Mineral gefunden wurde, konnte es in den 1890er-Jahren von Edward Goodrich Acheson als Schleifmittel hergestellt werden. Er nannte das Material Carborundum. Das Herstellungsverfahren wird nach ihm Acheson-Verfahren genannt.
2020 wurden weltweit etwa 1 Million Tonnen Siliciumcarbid hergestellt, größtes Erzeugerland mit einem Weltmarktanteil von 45 % war die Volksrepublik China. Einen Überblick über die globale Verteilung der Silicumcarbidherstellung gibt die folgende Tabelle (Stand 2021):
| Land                | Menge (Tonnen) |
| ------------------- | -------------- |
| Brasilien           | 40.000         |
| Volksrepublik China | 450.000        |
| Deutschland         | 35.000         |
| Frankreich          | 20.000         |
| Indien              | 5.000          |
| Japan               | 60.000         |
| Mexiko              | 45.000         |
| Norwegen            | 80.000         |
| Venezuela           | 30.000         |
| Vereinigte Staaten  | 40.000         |
| andere Länder       | 200.000        |
| Summe (gerundet)    | 1.000.000      |

### Technische Siliciumcarbide/SiC-Keramiken
Die typischen Eigenschaften kommen bei den Werkstoffvarianten unterschiedlich stark zum Tragen. Je nach Herstellungstechnik muss bei Siliciumcarbidkeramiken zwischen artfremdgebundenen und arteigengebundenen Keramiken unterschieden werden, sowie zwischen offenporöser und dichter Keramik:
- offenporige Siliciumcarbidkeramiken
  - silikatisch gebundenes Siliciumcarbid
  - rekristallisiertes Siliciumcarbid (RSiC)
  - nitrid- bzw. oxynitridgebundenes Siliciumcarbid (NSiC)
- dichte Siliciumcarbidkeramiken
  - reaktionsgebundenes, siliciuminfiltriertes Siliciumcarbid (SiSiC)
  - gesintertes Siliciumcarbid (SSiC)
  - heiß (isostatisch) gepresstes Siliciumcarbid (HpSiC, HipSiC)
  - flüssigphasengesintertes Siliciumcarbid (LPSSiC)

Art und Anteil der Bindungsarten sind entscheidend für die jeweiligen charakteristischen Eigenschaften der Siliciumcarbidkeramiken.

### Acheson-Verfahren
Beim Acheson-Verfahren (nach Edward Goodrich Acheson) werden in großen Becken lange, in pulverisierten Koks eingebettete und mit Sand bedeckte Kohlenstoff-Formkörper durch elektrischen Stromfluss auf 2200 bis 2400 °C erhitzt. In einer endothermen Reaktion entsteht so hexagonales α-Siliciumcarbid.
{\displaystyle \mathrm {SiO_{2}+3\ C+625{,}1\ kJ\,\longrightarrow \,\alpha {\mbox{-}}SiC+2\ CO} }

### CVD-Verfahren
Mit der chemischen Gasphasenabscheidung (engl. chemical vapour deposition, CVD), einem Beschichtungsverfahren, lässt sich ebenfalls SiC darstellen. Als Ausgangsstoffe werden dabei chlorhaltige Carbosilane mit der chemischen Grundformel:
{\displaystyle \mathrm {C_{n}H_{2n+1}Si_{n}Cl_{2n+1}\,} }
verwendet.
Sinnvollerweise sind dies auch Stoffe, die bei Raum- oder leicht erhöhten Temperaturen gasförmig sind, wie zum Beispiel das Methyltrichlorsilan (MTS, CH3SiCl3) mit einem Siedepunkt von 70 °C.
Bei der Abscheidung unter hohen Temperaturen und mit Wasserstoff als Katalysatorgas bildet sich auf den heißen Oberflächen beta-SiC und HCl muss als Abgas entsorgt werden.
Einkristallines SiC wird durch CVD-Epitaxie oder durch Sublimation von polykristallinem SiC in einem Temperaturgradienten erzeugt (PVT-Verfahren, modifizierte Lely-Methode).

### Silicatisch gebundenes Siliciumcarbid
Silicatisch gebundenes Siliciumcarbid wird aus groben und mittelfeinen SiC-Pulvern hergestellt und mit ca. 5–15 % aluminosilicatischer Bindematrix unter Luftatmosphäre gebrannt. Die Festigkeiten, Korrosionsbeständigkeiten und vor allem die Hochtemperatureigenschaften werden durch die silicatische Bindematrix bestimmt und liegen daher unterhalb der nichtoxidisch gebundenen SiC-Keramiken. Bei sehr hohen Einsatztemperaturen beginnt die silicatische Bindematrix zu erweichen, der Werkstoff verformt sich unter Last bei hohen Temperaturen. Vorteil ist sein vergleichsweise geringer Herstellungsaufwand.
Typische Anwendung findet dieser Werkstoff überall dort, wo Mengen und eine kostengünstige Herstellung ausschlaggebend sind, z. B. als Tellerkapsel beim Porzellanbrand.

### Rekristallisiertes Siliciumcarbid (RSiC)
RSiC ist ein reiner Siliciumcarbidwerkstoff mit ca. 11–15 % offener Porosität. Diese Keramik wird bei sehr hohen Temperaturen von 2300 bis 2500 °C gebrannt, wobei sich ein Gemisch aus feinstem und grobem Pulver schwindungsfrei zu einer kompakten SiC-Matrix umwandelt. Bedingt durch seine offene Porosität hat das RSiC im Vergleich zu den dichten Siliciumcarbidkeramiken geringere Festigkeiten.
RSiC zeichnet sich infolge seiner Porosität durch eine hervorragende Temperaturwechselbeständigkeit aus. Die schwindungsfreie Brenntechnik erlaubt analog zum SiSiC die Herstellung großformatiger Bauteile, die vorwiegend als hoch belastbare Brennhilfsmittel (Balken, Rollen, Platten etc.) zum Beispiel beim Porzellanbrand eingesetzt werden. Bedingt durch seine offene Porosität ist diese Keramik nicht dauerhaft oxidationsbeständig und unterliegt als Brennhilfsmittel oder auch als Heizelement einer gewissen Korrosion. Die maximale Anwendungstemperatur liegt bei rund 1600 °C.

### Nitridgebundenes Siliciumcarbid (NSiC)
NSiC ist ein poröser Werkstoff, mit 10–15 % Porosität und davon 1–5 % offener Porosität, der schwindungsfrei hergestellt wird, indem ein Formkörper aus SiC-Granulat und Si-Metallpulver in einer Stickstoffatmosphäre bei ca. 1400 °C nitridiert. Dabei wandelt sich das anfänglich metallische Silicium zu Siliciumnitrid um und bildet damit eine Bindung zwischen den SiC-Körnern aus. Anschließend wird das Material oberhalb 1200 °C einer oxidierenden Atmosphäre ausgesetzt. Das bewirkt die Entstehung einer dünnen Oxidationsschutzschicht in Form einer Glasschicht an der Oberfläche.
Die Siliciumnitridmatrix bewirkt, dass Werkstücke aus NSiC durch Nichteisenmetallschmelzen schlecht benetzbar sind. Wegen seiner gegenüber RSiC geringeren Porengröße weist NSiC eine deutlich höhere Biegebruchfestigkeit sowie eine bessere Oxidationsbeständigkeit auf und unterliegt aufgrund seiner besseren Oberflächenbeständigkeit keiner Verformung über die Einsatzdauer hinweg. Dieser Werkstoff ist hervorragend als hoch belastbares Brennhilfsmittel bis 1500 °C geeignet.

### Reaktionsgebundenes siliciuminfiltriertes Siliciumcarbid (SiSiC)
SiSiC besteht zu 85–94 % aus SiC und entsprechend aus 15–6 % metallischem Silicium. SiSiC besitzt praktisch keine Restporosität. Dies wird erreicht, indem ein Formkörper aus Siliciumcarbid und Kohlenstoff mit metallischem Silicium infiltriert wird. Die Reaktion zwischen flüssigem Silicium und dem Kohlenstoff führt zu einer SiC-Bindungsmatrix, der restliche Porenraum wird mit metallischem Silicium aufgefüllt. Vorteil dieser Herstellungstechnik ist, dass im Gegensatz zu den Pulversintertechniken die Bauteile während des Silicierungsprozesses keine Schwindung erfahren. Daher können außerordentlich große Bauteile mit präzisen Abmessungen hergestellt werden. Der Einsatzbereich des SiSiC ist aufgrund des Schmelzpunktes des metallischen Siliciums auf ca. 1400 °C begrenzt. Bis zu diesem Temperaturbereich weist SiSiC hohe Festigkeit und Korrosionsbeständigkeit, verbunden mit guter Temperaturwechselbeständigkeit und Verschleißbeständigkeit auf. SiSiC ist daher prädestiniert als Werkstoff für hoch belastete Brennhilfsmittel (Balken, Rollen, Stützen etc.) und verschiedenste Brennerbauteile für direkte und indirekte Verbrennung (Flammrohre, Rekuperatoren und Strahlrohre).
Es findet aber auch im Maschinenbau bei hoch verschleißfesten und korrosionsbeständigen Bauteilen (Gleitringdichtungen) Anwendung.
In basischen Medien wird das freie Silicium chemisch jedoch korrosiv angegriffen, was an der Bauteiloberfläche zu Einkerbungen führt. Dadurch wird wegen der Kerbempfindlichkeit und geringen Bruchzähigkeit dieser Keramik die Festigkeit des Bauteils geschwächt.

### Drucklos gesintertes Siliciumcarbid (SSiC)
SSiC wird aus gemahlenem SiC-Feinstpulver hergestellt, das mit Sinteradditiven versetzt, in den keramiküblichen Formgebungsvarianten verarbeitet und bei 2000 bis 2200 °C unter Schutzgas gesintert wird. Neben feinkörnigen Varianten im Mikrometerbereich sind auch grobkörnige mit Korngrößen bis 1,5 mm erhältlich. SSiC zeichnet sich durch eine hohe Festigkeit aus, die bis zu sehr hohen Temperaturen (ca. 1600 °C) nahezu konstant bleibt.
Dieser Werkstoff weist eine extrem hohe Korrosionsbeständigkeit gegenüber sauren und basischen Medien auf, denen er ebenfalls bis zu sehr hohen Temperaturen standhalten kann. Diese Eigenschaften werden durch eine hohe Temperaturwechselbeständigkeit, hohe Wärmeleitfähigkeit, hohe Verschleißbeständigkeit und eine diamantähnliche Härte ergänzt.
Das SSiC ist daher für Anwendungen mit extremen Ansprüchen prädestiniert, z. B. für Gleitringdichtungen in Chemiepumpen, Gleitlagern, Hochtemperaturbrennerdüsen oder auch Brennhilfsmittel für sehr hohe Anwendungstemperaturen.
Die Verwendung von SSiC mit Grafiteinlagerungen steigert die Leistung von Tribosystemen.

### Heiß gepresstes Siliciumcarbid (HPSiC)
Heiß gepresstes Siliciumcarbid (HPSiC) sowie heiß isostatisch gepresstes Siliciumcarbid (HIPSiC) weisen gegenüber dem drucklos gesinterten SSiC sogar noch höhere mechanische Kennwerte auf, da die Bauteile durch die zusätzliche Anwendung von mechanischen Pressdrücken bis zu etwa 200 MPa während des Sintervorganges nahezu porenfrei werden. Die axiale (HP) bzw. die isostatische (HIP) Presstechnik beschränkt die zu fertigenden Bauteile auf relativ einfache bzw. kleine Geometrien und bedeutet zusätzlichen Aufwand gegenüber dem drucklosen Sintern. HPSiC bzw. HIPSiC finden daher ausschließlich Anwendung in Bereichen extremer Beanspruchung.

### Flüssigphasengesintertes Siliciumcarbid (LPSSiC)
LPSSiC ist ein dichter Werkstoff, der SiC und eine oxinitridische SiC-Mischphase sowie eine oxidische Sekundärphase enthält. Der Werkstoff wird aus Siliciumcarbidpulver und variierenden Mischungen von oxidkeramischen Pulvern, oft auf der Basis von Aluminiumoxid und Yttriumoxid, hergestellt. Dabei sind die oxidischen Bestandteile für die gegenüber SSiC etwas höhere Dichte verantwortlich. Die Bauteile werden in einem Drucksinterverfahren bei einem Druck von 5–30 MPa und einer Temperatur von über 1950 °C verdichtet.
Der Werkstoff zeichnet sich durch die feine SiC-Kristallitgröße und dadurch, dass er praktisch porenfrei ist, durch sehr hohe Festigkeit und eine (im Vergleich zu den übrigen Siliciumcarbid-Varianten) etwas höhere Bruchzähigkeit aus. LPSiC liegt somit von den mechanischen Eigenschaften her gesehen zwischen dem SSiC und Siliciumnitrid.

### SiC-Fasern
SiC-Fasern (Nicalon) werden ausgehend von Dichlordimethylsilan hergestellt. Dieses polymerisiert zu Polydimethylsilan, welches beim Erhitzen unter Kondensation und Abspaltung von Chlor zu Polycarbosilan umlagert. Daraus werden Fasern gezogen, die später in Siliciumoxycarbidfasern pyrolysiert werden.
SiC-Fasern mit einem Durchmesser von weniger als 3 Mikrometern, einer Länge von mehr als 5 Mikrometern und einem Seitenverhältnis von mindestens 3:1 wurden von der EU als krebserzeugend beim Einatmen eingestuft.

### Verbundwerkstoffe
Die Entwicklung einer speziellen kohlenfaserverstärkten Siliciumcarbid-Verbundkeramik (oft auch englisch als ceramic matrix composites, CMC, bezeichnet) durch das Deutsche Zentrum für Luft- und Raumfahrt (DLR) in Stuttgart hat zu neuartigen Hitzeschutzkacheln für Raumfahrzeuge geführt. Der letzte große Praxistest für dieses Material und andere faserverstärkte Keramiken fand bei dem europäischen Projekt SHEFEX (Sharp Edge Flight Experiment) 2005 in Norwegen statt. Der gleiche Werkstoff findet inzwischen auch Verwendung als Bremsscheibenmaterial in hochpreisigen Sportwagen. Mit Siliciumcarbidfasern verstärkte Siliciumcarbid-Verbundkeramik der MT Aerospace AG wird schon seit 1994 als Wellenschutzhülse in wassergeschmierten Gleitlagern von Großpumpen verschiedener Pumpenhersteller eingesetzt. Durch die Einbettung mit Fasern erhält der Werkstoff eine deutlich höhere Bruchzähigkeit, die im Bereich von Metallen wie zum Beispiel Grauguss liegt.
Der Markenname Cesic bezeichnet einen isotropen SiSiC-Werkstoff. Kurze Kohlenstofffasern werden mit einem Phenolharz zu Formkörpern verpresst und pyrolysiert. Der Grünkörper ist porös und lässt sich auf Maß bearbeiten. Anschließend reagiert der Formkörper im Vakuum oberhalb 1600 °C über Silicium-Flüssigphaseninfiltration nahezu formstabil zu SiC. Bei Raumtemperatur beträgt der thermische Längenausdehnungskoeffizient weniger als 3 · 10−6 K−1, ungefähr einem Zehntel des Wertes von Aluminium.

## Eigenschaften

### Physikalische Eigenschaften

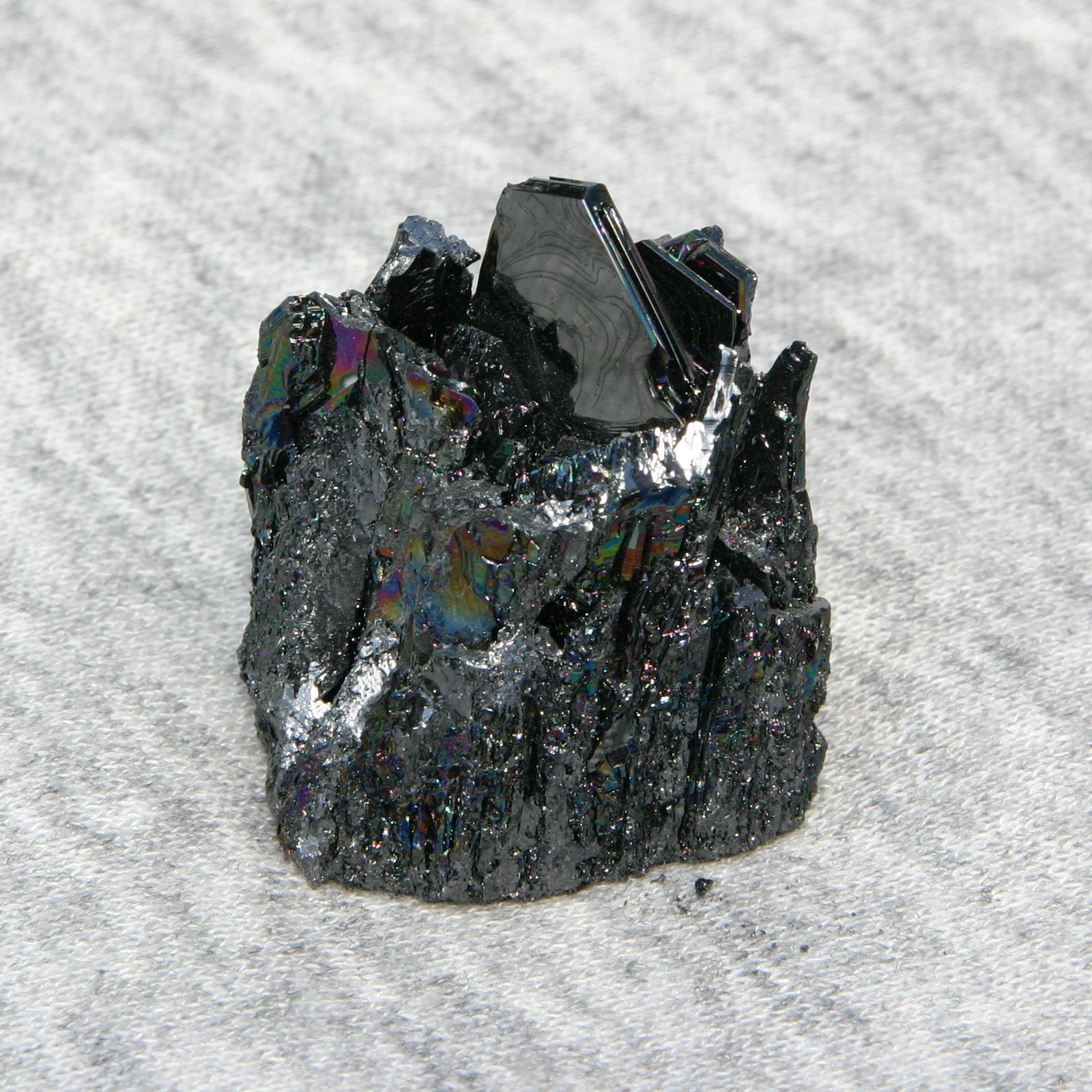
Siliciumcarbid

Hochreines Siliciumcarbid ist farblos. Technisches Siliciumcarbid ist schwarz und metallisch glänzend bis grün (wg. Al2O3-Verunreinigung) und nimmt mit zunehmender Reinheit Farbtöne bis Flaschengrün an. Die Güte wird durch die Auswahl der Rohstoffe, Sand und Petrolkoks erreicht, besonders muss für SiC-grün die Verunreinigung mit Aluminiumoxid vermieden werden. Seine Dichte beträgt 3,217 g·cm−3. SiC-grün ist „weicher“ als dunkles SiC und wird wegen des sehr viel höheren Preises nur für spezielle Anwendungen hergestellt.
Siliciumcarbid ist bei Temperaturen über 800 °C gegen Sauerstoff relativ oxidationsbeständig durch Bildung einer passivierenden Schicht aus Siliciumdioxid (SiO2, „passive Oxidation“). Bei Temperaturen oberhalb von ca. 1600 °C und gleichzeitigem Sauerstoffmangel (Partialdruck unter ca. 50 mbar) bildet sich nicht das glasige SiO2, sondern das gasförmige SiO; eine Schutzwirkung ist dann nicht mehr gegeben, und das SiC wird rasch verbrannt („aktive Oxidation“).
Es zeigt eine hohe Mohs-Härte von 9,6 und 2600 nach Vickers und Knoop, gute Wärmeleitfähigkeit (reines SiC ca. 350 W/(m·K) technisches SiC 100–140 W/(m·K), je nach Herstellungsverfahren) und Halbleiter-Eigenschaften. Die Bandlücke liegt dabei mit 2,39 eV (3C-SiC) bis 3,33 eV (2H-SiC) zwischen der von Silicium (1,1 eV) und der von Diamant (5,5 eV).
In Schutzgas oder Vakuum kann es nicht zum Schmelzen gebracht werden, sondern es zersetzt sich: nach älteren Daten bei ca. 2700 °C (1986) oder 2830 °C (1988), nach neueren Daten (1998) allerdings erst bei 3070 °C.

### Phasen
Der Stoff ist im Aufbau und den Eigenschaften ähnlich wie Diamant, da sich Silicium und Kohlenstoff in derselben Hauptgruppe und benachbarten Perioden des Periodensystems befinden und der Atomdurchmesser von Silicium nur leicht größer ist. Eine Besonderheit von SiC ist seine Polytypie: Es existiert in vielen unterschiedlichen Phasen, die sich in ihrer atomaren Struktur unterscheiden.
Bei allen bisher bekannten Polytypen von SiC ist jedes Silicium-Atom durch kovalente Bindungen mit vier Kohlenstoff-Atomen verknüpft und umgekehrt, sie haben daher einen tetraedrischen Aufbau.
Die sogenannte kubische Phase β-SiC (aufgrund ihrer abc-Schichtenfolge auch 3C genannt) kristallisiert in einer Zinkblende-Struktur, die mit der von Diamant verwandt ist. Sehr seltenes, natürlich vorkommendes Siliciumcarbid wird Moissanit genannt und ist Diamanten in vielfältiger Hinsicht zum Verwechseln ähnlich. Die anderen Polytypen besitzen eine hexagonale oder rhomboedrische (15R-SiC, 21R-SiC etc.) Struktur, wobei die hexagonalen Typen insgesamt am häufigsten auftreten. Die einfachste hexagonale Struktur (auch α-SiC genannt) ist Wurtzit-artig und wird aufgrund der ab-Schichtenfolge auch als 2H bezeichnet. Häufiger anzutreffen und technologisch am bedeutsamsten sind die Polytypen 4H und 6H (Schichtenfolge abcb und abcacb), die eine Mischung aus dem rein hexagonalen 2H-Polytyp und dem rein kubischen Polytyp 3C darstellen und häufig ebenfalls als α-SiC bezeichnet werden. Dabei befinden sich eingebettet zwischen zwei hexagonalen Schichten eine (4H) bzw. zwei (6H) kubische Schichten.
  Molvolumen von Siliciumcarbid als Funktion des Drucks bei Zimmertemperatur

α-SiC (6H, Moissanit)
β-SiC (3C)

## Verwendung

### Mechanik
In der Technik wird Siliciumcarbid aufgrund seiner Härte und der hohen Temperaturstabilität als Läppmittel (Carborundum, z. B. für optische Spiegel und Linsen) und als Komponente für Feuerfeststoffe verwendet. Siliciumcarbidkörner in einer Kunstharzmatrix verstärkt mit Glasfasern werden in Trennscheiben für Winkelschleifer verwendet. Große Mengen an weniger reinem SiC werden als metallurgisches SiC zur Legierung von Gusseisen mit Silicium und Kohlenstoff verwendet. In Mischung mit anderen Materialien dient es als Hartbetonzuschlagsstoff, um Industrieböden abriebfest und Bunker oder Tresorräume widerstandsfähig zu machen. Ringe an hochwertigen Angelruten werden aus SiC gefertigt. Die Härte des Materials verhindert, dass die Angelschnur unter hohen Belastungen eine Kerbe in den Ring einschneidet und schließlich durch Abrieb zerreißt. Bremsscheiben werden aus kohlenstofffaserverstärkter SiC-Keramik hergestellt.

### Heizelemente
Heizelemente aus Siliciumcarbid eignen sich für höhere Temperaturen besser als solche aus Metall und wurden ab 1904 von Siemens in Lichtenberg (später EKL) hergestellt. Die Anwendung erfolgt auch als Isolator von Brennelementen in Hochtemperaturreaktoren.

### Optik
SiC wird als Läppmittel zur Fertigung optischer Elemente eingesetzt. Das Material selbst wird zu hochpräzisen Spiegeln verarbeitet. Dank seiner geringen Wärmeausdehnung wird es in Weltraumteleskopspiegeln verwendet. Die Spiegel des Astrometrie-Weltraumteleskops Gaia wurden aus leichten, stabilen und vorgeschliffenen Grundkörpern aus gesintertem SiC gefertigt, auf dem eine weitere SiC-CVD-Schicht aufgebracht und poliert wurde, um die gewünschte optische Qualität zu erhalten. Zum Schluss wurden die Spiegel mit einer reflektierenden Silberschicht versehen. Das größte gefügte Einzelstück, das je gefertigt wurde, ist der aus 12 Segmenten zusammengelötete 3,5 m große Spiegel des Weltraumteleskops Herschel. Dabei stand besonders die Gewichtseinsparung im Vordergrund. Gegenüber einem Gewicht von 1,5 Tonnen bei Herstellung in Standardtechnik wog dieser Spiegel nur 350 kg. Das größte Einzelstück sollte der 1,5 m Hauptspiegel des GREGOR-Teleskops aus dem im Silicierverfahren hergestellten Verbundwerkstoff Cesic werden, der sich allerdings technologisch nicht umsetzen ließ.

### Halbleitermaterial
Siliciumcarbid ist ein polytypes Material, einige Polytype weisen jedoch eine Bandlücke von bis zu 3,33 eV (2H-SiC) auf und SiC ist damit ein Halbleiter mit breitem Bandabstand. Halbleiter dieser Art erlauben die Fertigung der ersten blauen Leuchtdioden (LED) mit Wellenlängen von 460–470 nm, dies entspricht einem Bandabstand von rund 2,65 eV. Bereits 1907 entdeckte der englische Wissenschaftler Henry Joseph Round, dass beim Anlegen einer Spannung an einen Siliciumcarbidkristall dieser zum kalten Glimmen angeregt wurde – dieser nach ihm benannte Round-Effekt ist Grundlage der Leuchtdiode. Trotz Bemühungen, die Eigenschaften SiC-basierender Leuchtdioden zu verbessern ist die Emissionseffektivität dieser LED weiterhin rund zwei Größenordnungen unter der von Nitrid-Halbleitern, womit die praktische Bedeutung von Siliciumcarbid bei Leuchtdioden gering ist. Abseits dieser historischen Rolle für Leuchtdioden ist SiC neben dem Diamanten einer der wichtigsten indirekten Halbleiter mit breitem Bandabstand und hat seit Anfang der 2000 Jahre seine primären Anwendungen im Bereich der Leistungselektronik.

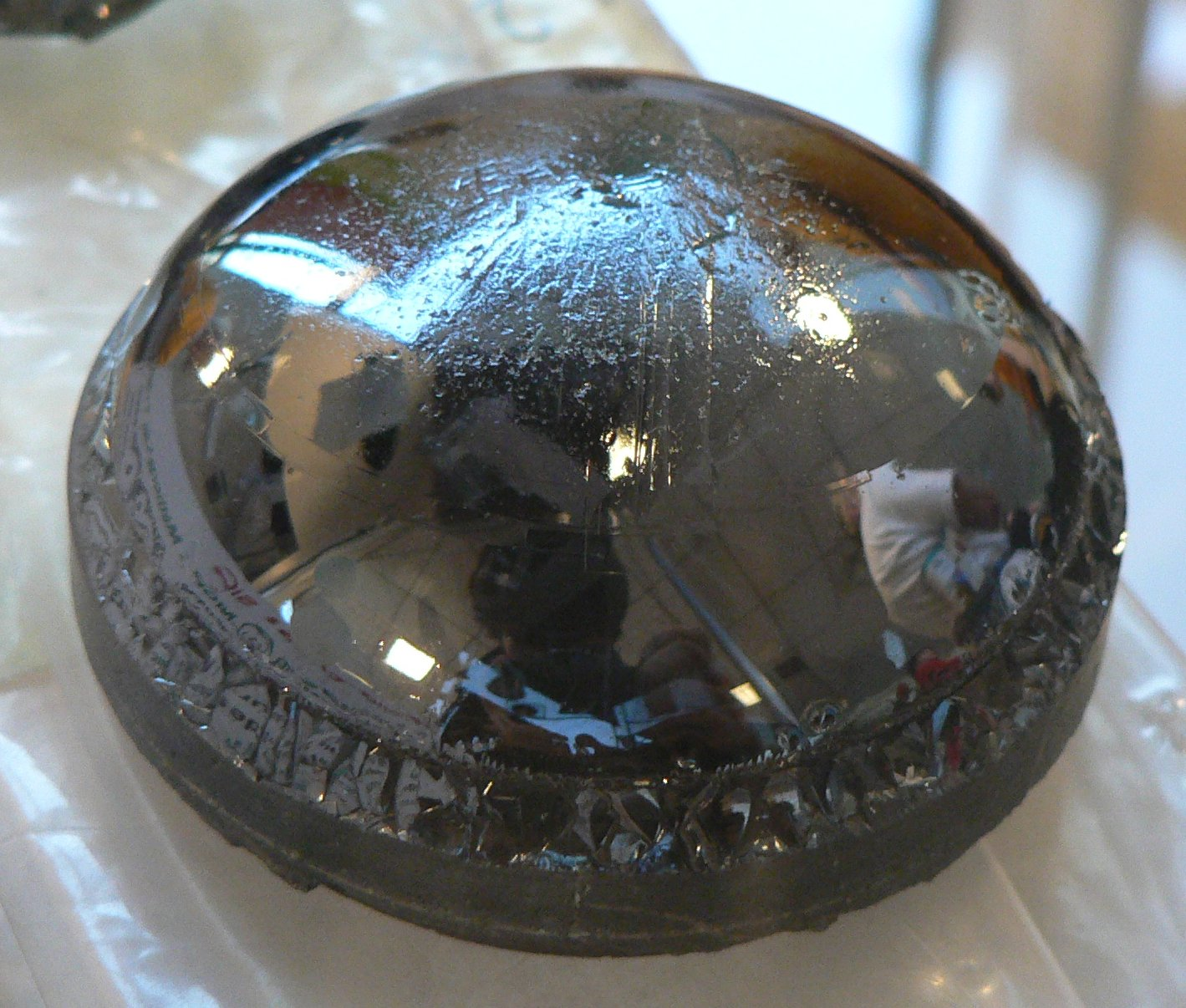
Siliciumcarbid-Einkristall
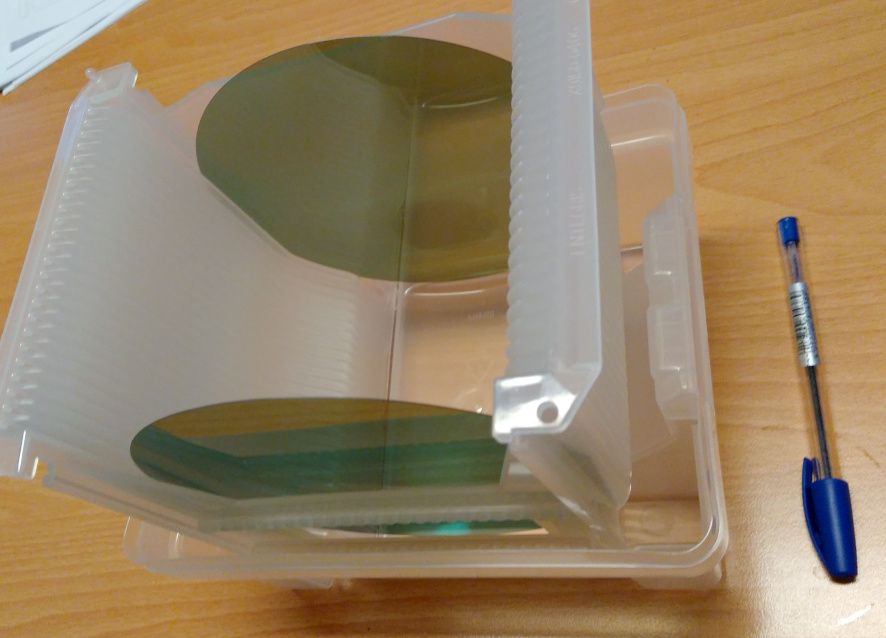
Zwei ∅150-mm-Siliciumcarbid-Wafer, im sichtbaren Bereich des Lichts teilweise transparent
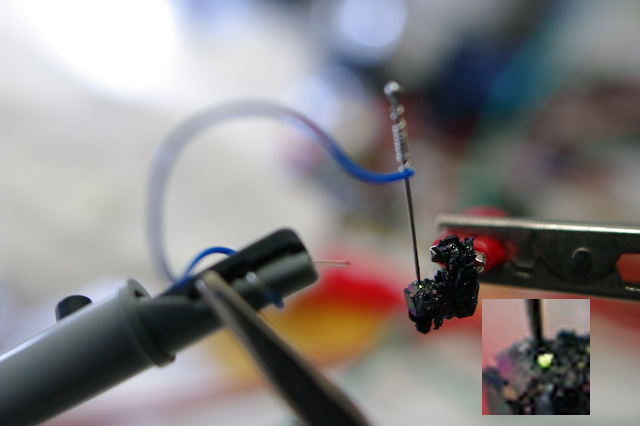
Nachbildung des Experiments von H. J. Rounds: Eine negativ geladene Nadelspitze auf Siliciumcarbid erzeugt einen grün glimmenden Schottky-Kontakt.

Aufgrund der Härte von Siliciumcarbid ist es aufwändig, künstliche SiC-Einkristalle (Ingots) in dünne Wafer für die Halbleiterherstellung zu zerteilen. Möglich ist das Sägen mit diamantbestücktem Sägedraht oder Zerteilung durch Laser.
Die elektrischen Eigenschaften des Halbleitermaterials können durch Dotierung der Siliciumcarbid-Wafer beeinflusst werden. Durch gezieltes Einbringen von Akzeptor-Atomen (z. B. Beryllium, Bor, Aluminium oder Gallium) wird p-Dotierung, bei Einbringen von Donator-Atomen (z. B. Stickstoff oder Phosphor) n-Dotierung erreicht.

#### Photodioden
SiC eignet sich durch den großen Bandabstand für Photodioden, die empfindlich für Ultraviolettstrahlung sind. Das Maximum der Empfindlichkeit liegt bei etwa 300 nm. Für sichtbares Licht sind sie hingegen nahezu unempfindlich. Bei extrem kurzwelliger Ultraviolettstrahlung von etwa 10 nm Wellenlänge zeigen SiC-Photodioden ein weiteres Maximum.

#### Leistungselektronik
Silicium-Leistungsschalter sind heutzutage Standard, aber bei vielen Anwendungen hat SiC Vorteile. Typische Einsatzbereiche sind Schottky-Dioden, Bipolartransistoren mit isolierter Gate-Elektrode (IGBTs) und Leistungs-Metall-Isolator-Halbleiter-Feldeffekttransistoren (Leistungs-MISFETs). Si-Halbleiter werden in der Regel bei Temperaturen bis zu einem Bereich um 150 °C eingesetzt. Oberhalb dieser Grenze kommt es zu einem starken Anstieg von Leckstrom, der zu weiterer Erwärmung und schlechterem Schaltverhalten führen. Erwärmung kann zu thermischem Durchgehen des Bauteils bis zur Zerstörung führen. Eine zu hohe Betriebstemperatur beschleunigt die Diffusion der Dotierungsatome im Halbleiterkristall und reduziert damit die Lebensdauer der Bauteile. SiC-Halbleiter können aufgrund ihrer großen Bandlücke bis zu 600 °C betrieben werden und eignen sich deshalb gut für Anwendungen, die einen zuverlässigen Betrieb bei hohen Temperaturen erfordern oder hohen Dosen ionisierender Strahlungen ausgesetzt sind, wie zum Beispiel in der Luft- und Raumfahrt und der Automobilindustrie. Allerdings werden für derartig hohe Betriebstemperaturen neuartige (noch zu entwickelnde) Gehäusetechnologien benötigt.
SiC hat jedoch eine geringere Kurzschlusstoleranz als Si-Bauteile und benötigt daher eine schnell wirkende Ansteuer-Schaltung, um den Kurzschlussstrom durch Abschalten zu unterbrechen.
Eine weitere günstige Eigenschaft vom Siliciumcarbid für Leistungshalbleiter ist die dreimal bessere Wärmeleitfähigkeit als Silicium.

##### SiC-MOSFET
Durch einen größeren Bandabstand ist ein SiC-MOSFET im Vergleich zu einem aus Silizium in der Lage, eine bis zu zehnmal höhere elektrische Feldstärke auszuhalten. Dadurch lassen sich bei SiC-MOSFETs deutlich kleinere Dicken der Drift-Region und größere, zulässige Sperrspannungen erreichen. Die Drift-Region, die auch bestimmend ist für den Durchlasswiderstand, kann bei SiC-MOSFETs bis zu zehnmal dünner sein als bei Si-MOSFETs. Aus der Kombination dieser Eigenschaften ergibt sich eine kleinere Bauweise bei höherer Spannungsfestigkeit und geringerem Durchlasswiderstand sowie geringer Verlustleistung.
Wegen kleinerer Kommutierungsinduktivitäten und Schaltverluste ermöglichen SiC-Bauteile auch größere Schaltfrequenzen, SiC-Halbleiterschalter können zwei- bis sechsmal schneller als Si-Bauelemente arbeiten. Durch höhere Schaltfrequenzen können passive Elemente wie Induktivitäten und Kapazitäten in der Anwendung (z. B. Wechselrichtern) verkleinert werden.
Als Nachteil gilt die starke Temperaturabhängigkeit des ON-Widerstands bei SiC-MOSFETs.
Ein Hauptproblem bei der seit Anfang der 2000er Jahre erfolgten Kommerzialisierung waren fertigungstechnisch bedingte Kristalldefekte. Durch diese Defekte hatten erste auf SiC basierende Halbleiterbauelemente eine vergleichsweise geringe Sperrspannung. Außerdem bestanden Schwierigkeiten in der Kombination von SiC mit Siliziumdioxid, eine Werkstoffkombination, welche beispielsweise für die Herstellung von SiC-MOSFETs wesentlich ist. Auch wenn die genauen Gründe dahinter noch nicht verstanden sind, konnten diese Schwierigkeiten in praktischen Umsetzungen durch Nitrieren gelöst werden.

##### SiC-Schottky-Dioden
Schottky-Dioden auf Basis von Siliciumcarbid (SiC) weisen gegenüber Silicium eine leicht höhere Schwellenspannung von etwa 0,8 V auf, bieten aber in der Leistungselektronik gegenüber den konventionellen Siliciumdioden eine Reihe von Vorteilen. SiC-Schottky-Dioden sind für Sperrspannungen von bis zu 1700 V verfügbar, womit sie insbesondere im Bereich der Leistungselektronik wie bei Schaltnetzteilen und Umrichtern eingesetzt werden.

#### Integrierte Schaltkreise
Die NASA arbeitet an Halbleitern und integrierten Schaltungen auf der Basis von Siliciumcarbid für eine Venus-Mission. Bisherige Venusmissionen waren sehr kurzlebig, weil die elektronischen Komponenten die Temperaturen, Drücke und Schwefelsäurebelastung auf der Venus nur kurze Zeit tolerieren. Für eine neue Mission wird ein Sender benötigt, der dauerhaft bei 500 °C betrieben werden kann.

### Biotechnologie
Siliciumcarbid-Whisker (Kristallnadeln) finden Anwendung bei der Erzeugung transgener Pflanzen. Die Methode zeichnet sich im Vergleich zur biolistischen Transformation durch deutlich geringere Kosten aus. Verglichen mit der Transformation durch Agrobakterien ist der geringere Aufwand ein Pluspunkt der Methode. Dem gegenüber steht in beiden Fällen eine deutlich geringere Transformationseffizienz.

### Als Schmuckstein
Hochreine Moissanit-Kristalle können als Schmucksteine verwendet werden. Sie haben eine ähnliche Härte, Lichtbrechung und Wärmeleitfähigkeit wie Diamant, wobei sie aber deutlich widerstandsfähiger gegen hohe Temperaturen (über 1100 °C) sind. Zu erkennen sind sie an einer starken Doppelbrechung und leichter gelb-grüner Fluoreszenz unter UV-Licht.

## Trivia
Die ursprüngliche Markenbezeichnung Carborundum wird seit dem Zweiten Weltkrieg für das pseudolateinische Motto Illegitimi non carborundum verwendet.